# Anaïs Croze
Anaïs Croze (ur. 20 sierpnia 1976 w Grenoble) – francuska piosenkarka.

## Dyskografia
- Excuse-moi, j'voulais te d'mander (2003)
- The Cheap Show (2005)
- The Cheap Show - In Your Face (2006)
- The Love Album (2008)